# Hans Bergqvist
Hans "Hasse" Peter Bergqvist, född 15 oktober 1961, är en svensk före detta simmare, senare simtränare. Han var förbundskapten för svenska simlandslaget år 2000 till 2004 och tränare i Sundsvalls SS.
Han tog SM-guld på 100 meter bröstsim 1981 vid både kortbane-SM i Linköping och långbane-SM i Gävle.